# Basename
basename — вбудована утиліта unix-систем, що прибирає імена каталогів і суфікс з імені файлу. Якщо суфікс заданий і ідентичний кінцю імені, то він також видаляється з імені. basename видає отримане в результаті ім'я на стандартний вивод.

## Використання
```
basename ім'я [суфікс]
basename {--help,--version}
```

## Приклади використання
- basename /usr/bin/sort — виводить «sort».
- basename include/stdio.h .h — виводить «stdio».